# Palau Episcopal d'Oriola
El Palau Episcopal d'Oriola és un edifici d'estil barroc del segle xviii. Està situat a la ciutat d'Oriola, capital de la Diòcesi homònima. Aquest edifici va ser la residència del bisbe d'Oriola.
Va ser declarat Monument Nacional per Decret de 31 octubre 1975. En l'actualitat té la consideració de Bé d'Interès Cultural en la seva categoria de monument, estatut jurídic commutat per la llei 16/1985 de les Corts Generals i 4/1998 del País Valencià.

## Història
El solar que ocupa actualment el palau en l'antiguitat estava ocupat per diversos edificis. Aquest solar, era propietat del Capítol de la Catedral d'Oriola. Al segle xv es va construir un dels hospitals de la ciutat, anomenat l'Hospital del Corpus. Aquest establiment pertanyia a la Catedral i donava servei a pobres, captaires, pelegrins, etc. L'hospital va ser construït en estil gòtic. L'hospital estava dirigit pel capítol amb la col·laboració de la confraria del Santíssim Sagrament, que tenia la seu canònica a la capella annexa de la Mare de Déu del Loreto.
Al segle xvi, es trasllada l'Hospital a la zona del Raval Roig, on canvia el nom pel de Sant Bartomeu. En aquesta zona tenia el bisbe d'Oriola la seua residència, i en observar el trasllat, va intentar adquirir l'immoble, però el capítol s'hi oposà, ja que a l'immoble de l'hospital volia establir-hi la casa de canonges. L'edificació d'aquesta època es va realitzar al segle xvi en estil renaixentista, conservant l'actual palau algunes estances d'aquest estil.
Al segle xviii molts canonges es van construir palaus i cases pròpies, de manera que l'antiga residència va quedar buida. El bisbe de la ciutat es va quedar el palau, construint-ne un de nou al solar annex a la Catedral.
El palau es va restaurar entre els anys 1999 i 2003 i a principis del 2011 es va inaugurar el Museu Diocesà d'Oriola.

## Arquitectura

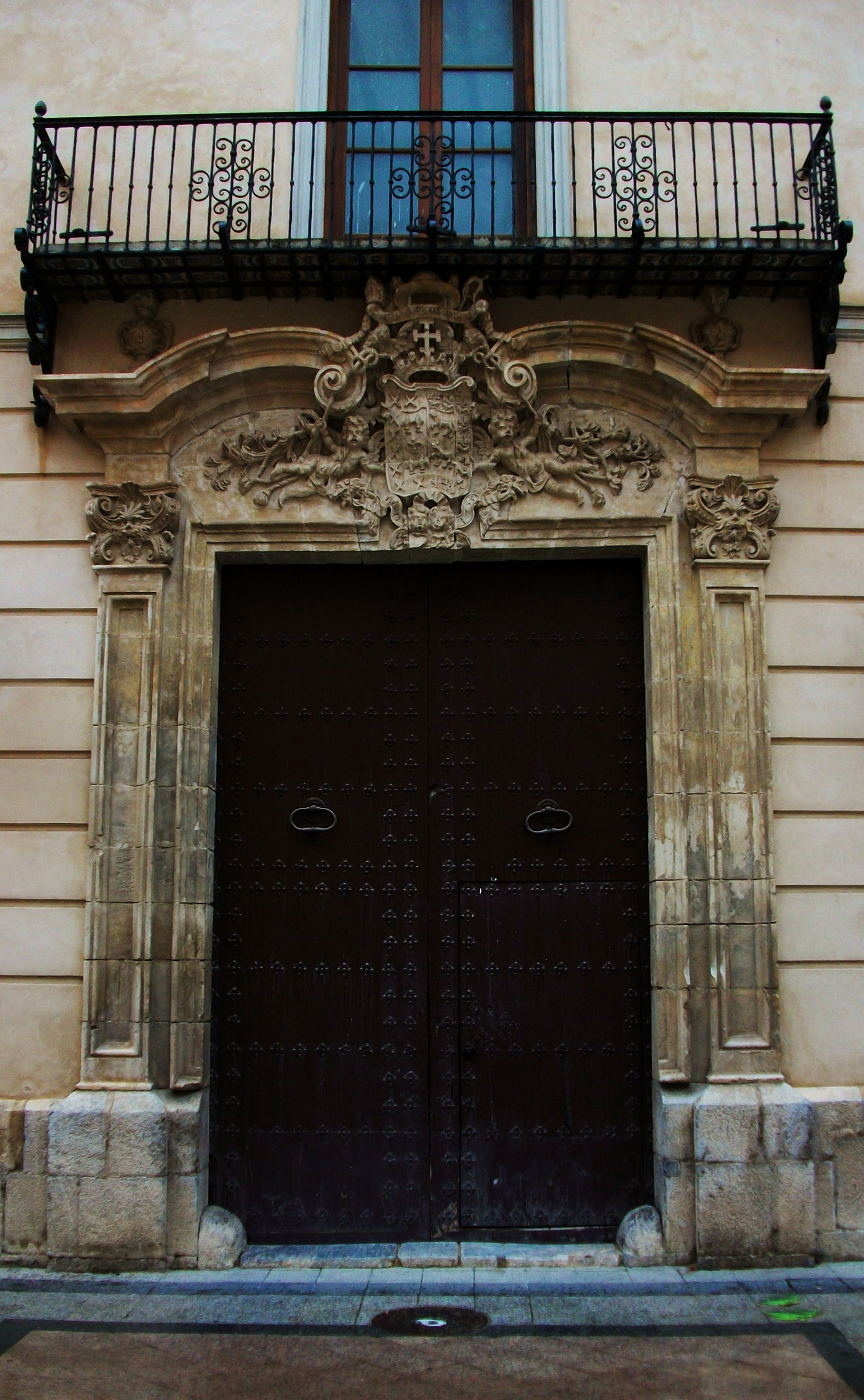
Portada del palau.

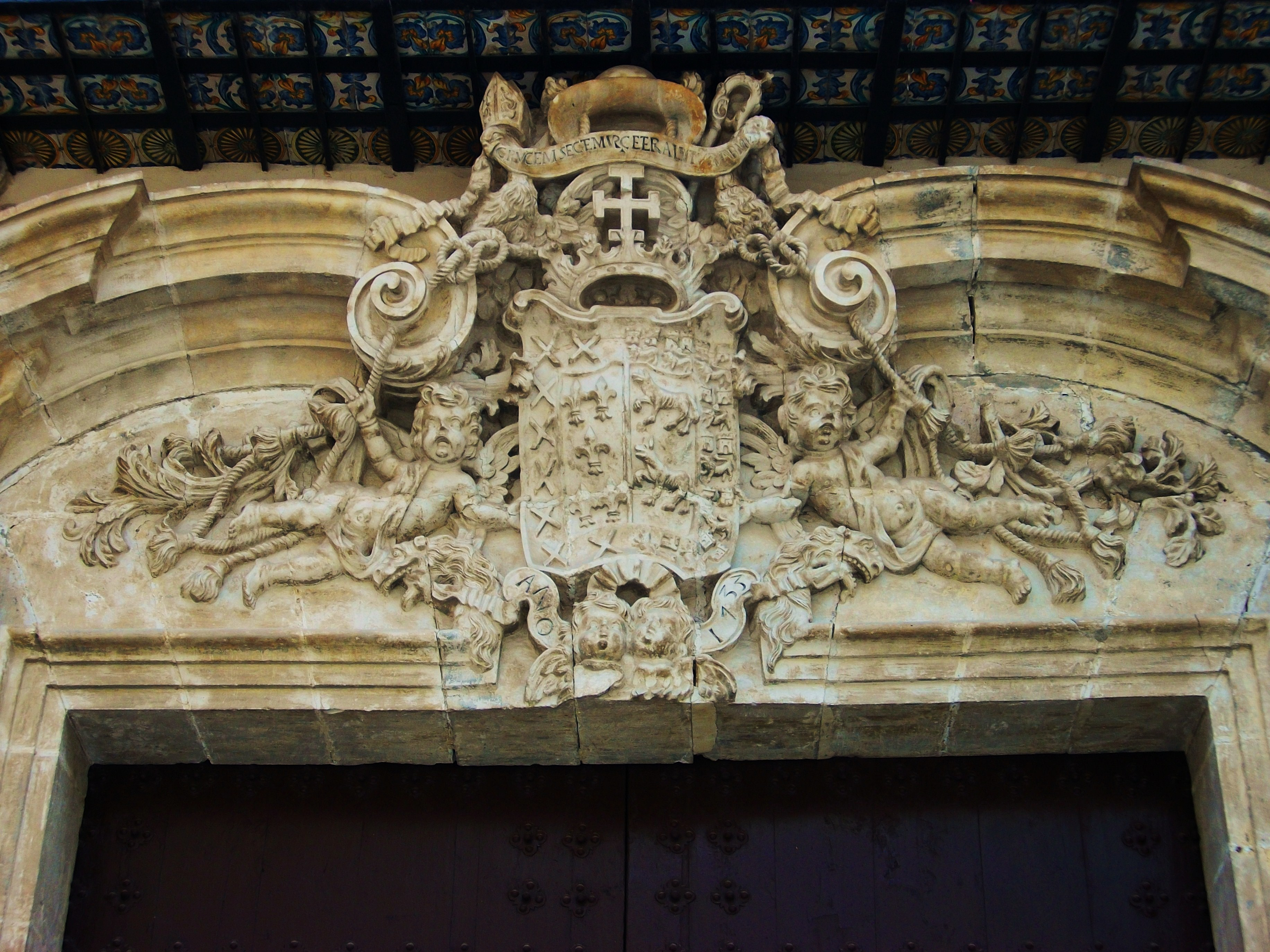
Detall de l'escut

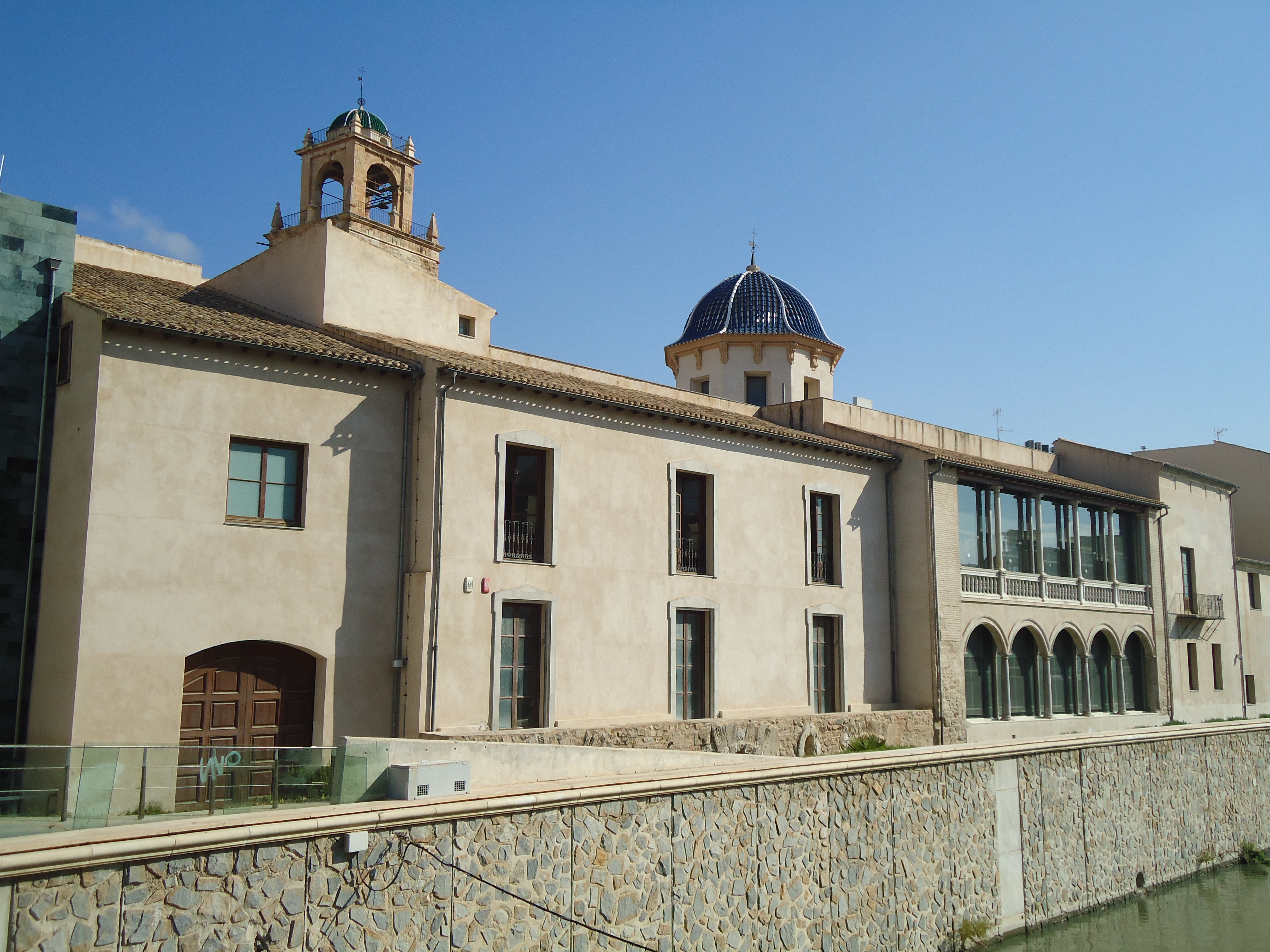
Façana sud

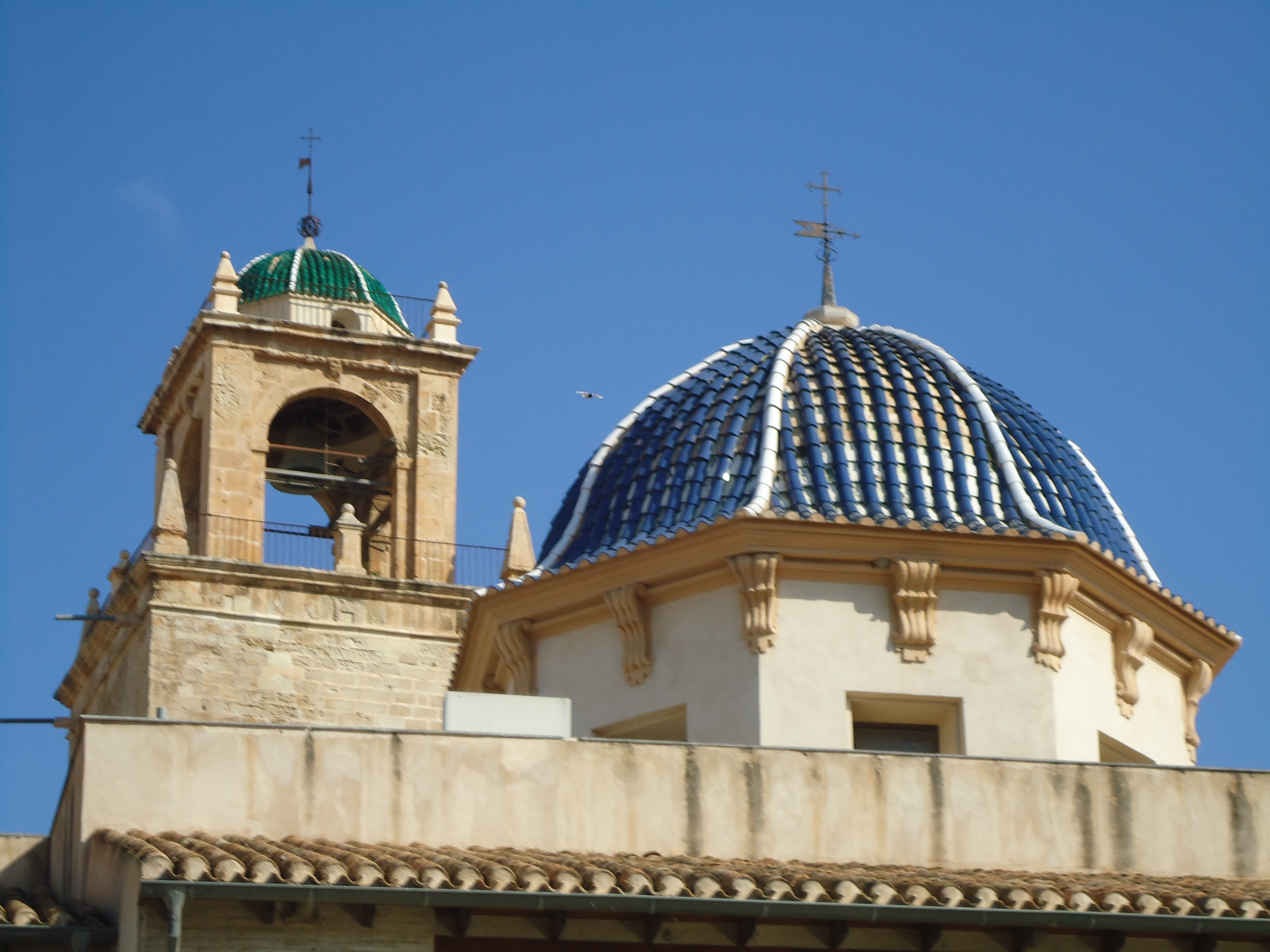
Cúpula de l'escala

El conjunt de l'edifici té dues façanes: la façana nord i la sud. La primera és la principal i es localitza al carrer Major d'Oriola. La segona es localitza a la riba del Segura.
La façana nord o principal de l'edifici es pot dividir en tres trams. El primer és el de la capella del Loreto, que acull a la planta baixa aquesta capella dependent de la Catedral, i en la seva planta alta s'acollia l'anterior fàbrica de cera de la Confraria del Loreto. L'edifici va ser reformat totalment i en l'actualitat acull la capella privada del Bisbe, obra barroca decorada amb motllures i pilastres amb capitells compostos.
La segona part és la que es correspon amb la construcció del bisbe Flores Osorio. L'edifici va ser aixecat al segle xviii aprofitant alguns elements anteriors com l'escala de marbre vermell coberta per una cúpula renaixentista, provinent de l'anterior edifici.
La decoració a la façana segueix l'esquema dels palaus barrocs del segle xviii: la decoració es redueix a les obertures (finestres i porta) i és molt profusa a la portada principal. A la llinda apareix l'escut del bisbe constructor Flores Osorio.
Situada a l'esquerra, entre la portada principal i la de la Capella del Loreto, hi ha una petita portada renaixentista, portada de la Cúria, l'única decoració es redueix a l'escut del bisbe Almeida de Cartagena (segle xvi). Aquesta portada dona accés a un pati quadrat amb una escala en pedra que s'obre al seu torn en dos. Destaca la reixeria de l'edifici i la balconada, decorada amb rajoles valencianes del segle xviii.
El tercer tram es coneix com a Palau de Campo Salinas, per estar entre el Palau Episcopal i el dels comtes de Campo Salinas. És una construcció del segle xviii, sense cap decoració excepte en la reixeria, obra de forja del segle xviii que reprodueix els models de la rejería de la capella de la Comunió de l'església de Sant Jaume.
Per tant, té tres portades:
- Portada de la Cúria: obra del segle xvi, que dona accés al pati en les estades es trobava la cúria del Bisbat.

- Portada central o del Bisbe: obra del segle xviii amb decoració molt profusa a la llinda, que utilitzava el bisbe per sortir del palau a peu.

- Portada lateral o oest: obra més tosca del segle xviii. Per ella accedia el carro del bisbe i dona pas a les cavallerisses del palau.

### Interior
A l'interior del palau es compon de dues plantes més la planta baixa d'aquest.
La planta noble constituïa la residència del bisbe, trobant-hi les estades més nobles com la sala d'audiències, el saló del tron, l'escala principal, la Capella o la Galeria de Bisbes.
El segon pis constituïa la residència d'altres sacerdots i servents. A més a la planta baixa també tenia habitatges per servents, a més d'altres estances com la cuina, les cavallerisses, les cotxeres, el pati de la cúria o el claustre principal.
Algunes de les estades estan decorades amb bigam de fusta i enteixinats.

### Claustre
A l'interior té un petit però bonic claustre d'estil barroc classicista amb grans pilastres. Els finestrals de la planta noble estan decorats amb línies a manera de frontó i de manera abundant, propi del rococó.

### Capella
La capella privada del bisbe va ser construïda al segle xviii a la part superior de la Capella de Loreto (segle xvi). Aquesta estança era la fàbrica de cera de la confraria del Santíssim Sagrament, que assortia de cera a la Catedral i a la ciutat. Els majordoms d'aquesta confraria, van donar al bisbe aquest espai i ell es va construir una capella sobre sòl sagrat (ja que a sota hi ha la capella del Loreto, pertanyent a la catedral d'Oriola).
La capella es tracta d'una estança de planta quadrada realitzada al s. XVIII, de factura barroca adornada amb pilastres que culminen en capitells compostos. Hi penjava el Sant Tomàs de Velázquez fins que va passar a la catedral d'Oriola.

### Escala
S'accedeix a ella a través del claustre del palau. Per això es puja a la planta noble de l'edifici.
L'escala va ser construïda al segle xvi en estil renaixentista. Possiblement és un element de l'anterior edifici que ocupava el solar de l'actual palau (l'hospital del Corpus, posteriorment convertit en residència de Canonges). Els esglaons de la mateixa estan realitzats en marbre de color roig amb un bell passamà realitzat en forja. Tot el conjunt culmina en una cúpula renaixentista de mitja taronja sobre tambor octogonal, decorada amb esgrafiats. A l'exterior està recoberta amb teules blaves vidriades i el tambor està decorat amb volutes barroques.

### Galeries
El palau en ser residència episcopal, té diverses galeries que serveixen per distribuir les estades i per al passeig del prelat, aquestes articulaven les diferents estances de l'edifici. Un exemple és la galeria del sobreclasutre, on a més es va trobar l'episcopologi de la diòcesi (actualment en el Seminari Diocesà de Sant Miquel) ia la part posterior té dues galeries, una adovellada (la del primer pis o planta noble) i una altra amb arcades i columnes dòriques del segle xvi (a la planta baixa) que donaven una persepectiva sobre el riu i la ciutat d'Oriola.